# Dániel Kiss (płotkarz)
Dániel Kiss (ur. 12 lutego 1982 w Budapeszcie) – węgierski lekkoatleta specjalizujący się w biegach przez płotki.
Olimpijczyk z Pekinu (2008) i Londynu (2012). Swoją międzynarodową karierę rozpoczynał od startu w mistrzostwach świata juniorów młodszych w roku 1999, drugie miejsce w biegu eliminacyjnym nie dało mu awansu do finału. Zdobył brązowy medal na mistrzostwach Europy w Barcelonie (2010). Wielokrotny medalista mistrzostw Węgier i reprezentant kraju. Kiss jest aktualnym rekordzistą Węgier w biegach na 60 i 110 m przez płotki.

## Osiągnięcia
| Rok  | Impreza                               | Miejsce    | Konkurencja                | Lokata      | Wynik |
| ---- | ------------------------------------- | ---------- | -------------------------- | ----------- | ----- |
| 1999 | Mistrzostwa świata juniorów młodszych | Bydgoszcz  | bieg na 110 m przez płotki | eliminacje  | 14,10 |
| 2000 | Mistrzostwa świata juniorów           | Santiago   | bieg na 110 m przez płotki | eliminacje  | 14,97 |
| 2002 | Halowe mistrzostwa Europy             | Wiedeń     | bieg na 60 m przez płotki  | eliminacje  | 7,83  |
| 2003 | Młodzieżowe mistrzostwa Europy        | Bydgoszcz  | bieg na 110 m przez płotki | półfinał    | 13,89 |
| 2005 | Uniwersjada                           | Izmir      | bieg na 110 m przez płotki | półfinał    | 13,87 |
| 2006 | I liga pucharu Europy                 | Saloniki   | bieg na 110 m przez płotki | 3. miejsce  | 13,73 |
| 2006 | Mistrzostwa Europy                    | Göteborg   | bieg na 110 m przez płotki | 7. miejsce  | 13,77 |
| 2007 | Halowe mistrzostwa Europy             | Birmingham | bieg na 60 m przez płotki  | półfinał    | 8,05  |
| 2008 | Igrzyska olimpijskie                  | Pekin      | bieg na 110 m przez płotki | ćwierćfinał | 13,63 |
| 2009 | I liga drużynowych mistrzostw Europy  | Bergen     | bieg na 110 m przez płotki | 10. miejsce | 51,51 |
| 2009 | Mistrzostwa świata                    | Berlin     | bieg na 110 m przez płotki | półfinał    | 13,45 |
| 2010 | Halowe mistrzostwa świata             | Doha       | bieg na 60 m przez płotki  | 8. miejsce  | 7,81  |
| 2010 | I liga drużynowych mistrzostw Europy  | Budapeszt  | bieg na 110 m przez płotki | 1. miejsce  | 13,32 |
| 2010 | Mistrzostwa Europy                    | Barcelona  | bieg na 110 m przez płotki | 3. miejsce  | 13,39 |
| 2011 | I liga drużynowych mistrzostw Europy  | Izmir      | bieg na 110 m przez płotki | 2. miejsce  | 13,46 |
| 2012 | Mistrzostwa Europy                    | Helsinki   | bieg na 110 m przez płotki | półfinał    | 13,59 |
| 2012 | Igrzyska olimpijskie                  | Londyn     | bieg na 110 m przez płotki | eliminacje  | 13,62 |
| 2014 | Mistrzostwa Europy                    | Zurych     | bieg na 110 m przez płotki | eliminacje  | 13,64 |
| 2015 | Halowe mistrzostwa Europy             | Praga      | bieg na 60 m przez płotki  | eliminacje  | 7,86  |

## Rekordy życiowe
| Konkurencja                          | Wynik | Data             | Miejsce    | Uwagi         |
| ------------------------------------ | ----- | ---------------- | ---------- | ------------- |
| Bieg na 55 m przez płotki            | 7,34  | 22 stycznia 2005 | Carbondale |               |
| Bieg na 60 m przez płotki – hala     | 7,56  | 13 lutego 2010   | Budapeszt  | rekord Węgier |
| Bieg na 110 m przez płotki – hala    | 13,87 | 7 marca 2003     | Budapeszt  |               |
| Bieg na 110 m przez płotki – stadion | 13,32 | 20 czerwca 2010  | Budapeszt  | rekord Węgier |